# John Barrett
Pour les articles homonymes, voir Barrett.
John Barrett (1916-1944)  fut, pendant la Seconde Guerre mondiale, un agent secret britannique du Special Operations Executive.

## Identités
- État civil : Denis John Barrett[1]
- Comme agent du SOE :
  - Nom de guerre (field name) : « Honoré » (première mission, radio de TINKER) ; « Stéphane » (deuxième mission, radio de MINISTER)
  - Nom de code opérationnel pour la RAF et la centrale radio : INNKEEPER (en français AUBERGISTE)
  - Fausse carte d'identité : Charles Meunier[2], né le 21 mars 1911 à Colombes, dom. 8 bd Carnot, Troyes ; 1,73 m, cheveux ch., yeux bleus, etc.

Parcours militaire :
1. Royal Air Force Volunteer Reserve,
2. SOE, section F, grade : Flight Lieutenant ; matricule : 71108.

## Éléments biographiques
John  Barrett naît le 23 novembre 1916.

### Première mission en France
Il accompagne Benjamin Cowburn dans sa troisième mission de chef du réseau TINKER dans la région de Troyes. Il en est l’opérateur radio et Yvonne Fontaine est la coursière du réseau. Le récit de cette phase, qui commence avec leur parachutage dans la nuit du 10 au 11 avril 1943, figure dans Benjamin Cowburn#Troisième mission.
Dans la nuit du 15 au 16 novembre 1943, deux mois après Cowburn, John Barrett rentre à Londres.

### Deuxième mission en France
Parachuté en mars 1944, avec Pierre Mulsant, il est opérateur radio du réseau MINISTER.

### Aux mains de l’ennemi
Il est arrêté en juillet 1944, déporté à Buchenwald en août et fusillé le 5 octobre 1944, .

## Reconnaissance

### Distinction
- Royaume-Uni : Mentioned in Despatches,
- France : Croix de guerre 1939-1945 avec palme.

### Monuments
- En tant que l'un des 104 agents du SOE section F morts pour la France, John Barrett est honoré au mémorial de Valençay (Indre).
- Runnymede Memorial, Surrey, panneau 289.
- au camp de Buchenwald, une plaque, inaugurée le 15 octobre 2010, honore la mémoire des officiers alliés du bloc 17 assassinés entre septembre 1944 et mars 1945, notamment vingt agents du SOE, parmi lesquels figure « Barrett, Flt Lt D.J. ».